# Kai Moltke
Kai Vilhelm greve Moltke (født 28. november 1902 i Sønder Jernløse, Holbæk, død 10. september 1979 i Herlev), søn af Viggo Moltke og Helga Bonnevie Hoff, var en dansk politiker, forfatter og greve. Hans venstreorienterede holdning blev grundlagt tidligt, og grundet sin adelige herkomst fik han tilnavnet Den røde greve. 

## Biografi
Hans kritiske sans og et tilsyneladende behov for at være i opposition medførte da også, at skolegangen på en privat kristen / konservativ friskole ikke forløb uden problemer. Han startede på universitetet, men i 1923 gled de statsvidenskabelige studier i baggrunden til fordel for politisk arbejde i DKP. Tre år senere blev han ansat på avisen Arbejderbladet og kom i DKPs københavnerledelse.
Kai Moltke var fra 1920'erne og livet igennem meget aktiv omkring påskekrisen, Landmandsbankens krak og de bagved liggende faktorer. Hans teorier omkring disse begivenheder er fremført i artikler og i bogen Pengemagt og ruslandspolitik (1953).

### Under krigen
Han blev arresteret af det danske politi i 1941, interneret og senere sendt til tyske fængsler og koncentrationslejre (KZ Stutthof) indtil krigens slutning. Herefter levede han som forfatter og blev tilknyttet Land og Folk fra 1956.

### Partiskift
I 1958 blev han ekskluderet fra DKP, og var sammen med Aksel Larsen en af hovedkræfterne i stiftelsen af SF. Senere var Moltke en af arkitekterne bag VS. De sidste år som politiker var han løsgænger i Folketinget. Han bevarede livet igennem sit sjællandske tonefald. 
Moltke var medlem af Folketinget 1960-1971 (løsgænger i Socialistisk arbejdsgruppe siden 1968), medlem af Socialistisk Folkepartis hovedbestyrelse 1959-67, medstifter af partiet Venstresocialisterne 1967, medlem af Det Udenrigspolitiske Nævn 1966-68 og den danske delegation til FN's generalforsamlinger 1961-66.

## Forfatterskab
Hans forfatterskab omfatter erindringsbøger, udenrigspolitiske spørgsmål og emner om den internationale kommunistiske historie:
- Krigen købt paa afbetaling (1946)
- Mr. Churchills 2. Front (1947)
- De baltiske Folks Frihedskamp (1948)
- Krigens Kræmmere (1949)[1]
- Korea kæmper (1950)
- Bag Kulisserne (1951)
- Pengemagt og Ruslandspolitik ( 1952-53)[2]
- Ti aars atomalder I-II (1955-56)
- Stalins gengangere (1970)
- Fire år i fangedragt (1973)
- Die Supermächte und die Monopole (tysk udg. 1974)

## Fodnoter
1. ↑  tysk udg. 1953: Krämer des Krieges. Die 5. Kolonne der Monopole. Karl Dietz Verlag Berlin (Ost), 1953.
2. ↑  Bind 1 online